# 凸云母蛤
凸云母蛤（学名：Yoldia serotina），是弯锦蛤目绫衣蛤科绫衣蛤属的一种。主要分布于中国大陆，常栖息在北部湾－水深13-27米、南海－水深146米。